# 1988 en Saskatchewan
Chronologie de la Saskatchewan
- 1984
- 1985
- 1986
- 1987
- 1988
- 1989
- 1990
- 1991
- 1992

Cette page concerne des événements d'actualité qui se sont produits durant l'année 1988 dans la province canadienne de la Saskatchewan.

## Politique
- Premier ministre : Grant Devine
- Chef de l'Opposition :
- Lieutenant-gouverneur : Frederick W. Johnson
- Législature :

## Naissances

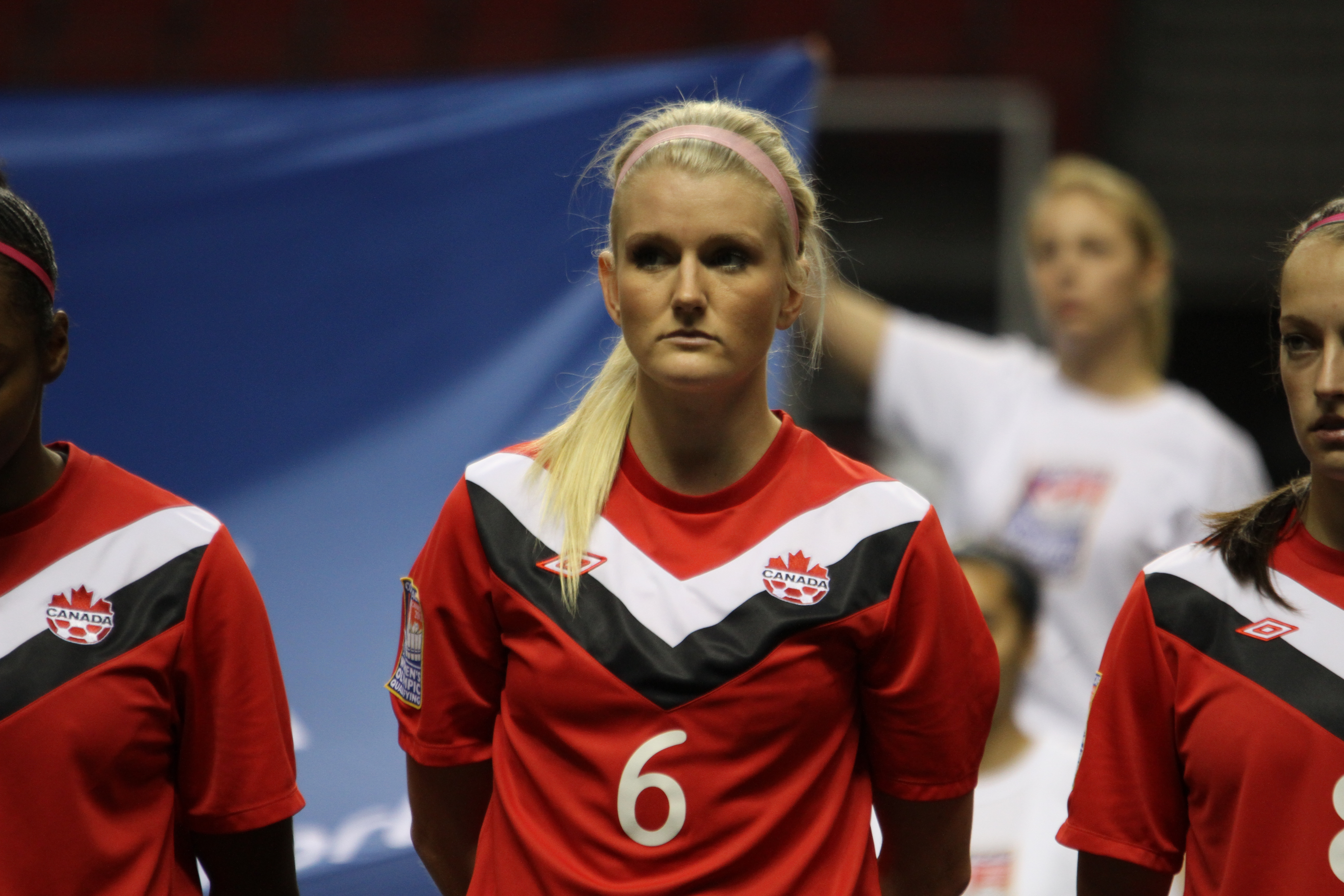
Kaylyn Kyle

- 14 avril : Eric Gryba (né à Saskatoon) est un joueur professionnel de hockey sur glace canadien.

- 18 mai : Krista Phillips, née à Saskatoon, est une joueuse canadienne de basket-ball. Elle évolue au poste de pivot.

- 28 mai : Logan Pyett (né à Balgonie) est un joueur professionnel de hockey sur glace canadien.

- 18 août : Riley Holzapfel (né à Regina) est un joueur de hockey sur glace.

- 6 octobre : Kaylyn Kyle (née à Saskatoon) est une joueuse de football (de soccer) canadienne évoluant au poste de milieu de terrain offensif. Elle joue pour le Seattle Reign FC et est membre de l'Équipe du Canada de soccer féminin (65 sélections en date du 4 août 2012).

- 27 novembre : Garrett Klotz (né à Régina) est un joueur professionnel de hockey sur glace canadien.

- 18 décembre : Brianne Theisen (née à Saskatoon) est une athlète canadienne, spécialiste des épreuves combinées.